# Mao, sa cour et ses complots. Derrière les Murs rouges
Mao, sa cour et ses complots. Derrière les Murs rouges  est le titre d'un ouvrage de 2012 de Jean-Luc Domenach.

## Présentation
En 1949, après leur victoire militaire, les dirigeants du Parti communiste chinois s’installent dans le Zhongnanhai, une dépendance de la cité interdite à Pékin. Un important ensemble résidentiel et administratif s'implante protégé de longs murs rouges. Quelques centaines d’entre eux, avec leurs collaborateurs et leurs familles, y cohabitent, « jouissant de conditions de vie exceptionnelles : nourriture abondante, fêtes et loisirs ». Une fracture à la fois politique et humaine s’installe entre Mao Zedong, « isolé par ses échecs et ses dérives privées », et ses proches toujours plus pragmatiques et ambitieux, qui finiront par s’imposer après la mort du Grand Timonier.

## Accueil critique
Alain Roux indique, dans le  Monde diplomatique, que Jean-Luc Domenach, à l’aide d’une remarquable documentation, retrace les jeux de pouvoir dans l'univers clos de Zhongnanhai où se trouvent les résidences des dirigeants de la Chine depuis 1949.
Le sinologue Claude Hudelot considère que Jean-Luc Domenach bouleverse la recherche historique, avec une lecture multiple, présentant la vie publique et la vie privée des résidents. Concernant Mao, « à la capacité diabolique de manœuvrer ses proches comme ses ennemis  », il écrit que « la méfiance sera son compagnon de toujours. Et le deuxième compagnon sera la purge, cette même purge à laquelle il avait échappé en 1932-33 ». Jean-Luc Domenach établit les portraits des cadres du Parti, dont ceux de Zhou Enlai, Liu Shaoqi, Jiang Qing ou Lin Biao.
Le sinologue et historien Yves Chevrier indique que Domenach démontre l'origine de la tyrannie dans l'organisation de la politique et les rivalités des factions et non dans la personnalité du dictateur. Il indique par ailleurs que les détails de la vie intime de Mao présentée dans les Mémoires de Li Zhisui, La Vie privée du président Mao, se trouvent confirmés dans l'ouvrage Mao, sa cour et ses complots. Derrière les Murs rouges .